# Aloe setosa
Aloe setosa é uma espécie de liliopsida do gênero Aloe, pertencente à família Asphodelaceae.